# 灯台記念日
灯台記念日（とうだいきねんび）は日本の記念日の一つで、毎年11月1日。

## 制定
日本最初の洋式灯台である観音埼灯台の起工日が、1868年（明治元年）の新暦で11月1日（旧暦では8月30日）であることにちなみ、1949年に海上保安庁により制定された。

## イベント
この日は、各地の参観灯台への参観が全て無料で開放され、社団法人日本燈光会や各地の海上保安部などで記念行事が行われる。普段は公開されていない灯台が、この前後に特別公開され内部に入れる場合もある。
また、灯台周辺の観光協会などでも各種のイベントが行われ、地元の名産品の即売会などが行われることが多い。